# Shabban Shahab-ud-Din
Shabban Shahab-ud-Din (ur. 8 listopada 1909, zm. 6 stycznia 1983) – indyjski hokeista na trawie. Złoty medalista olimpijski z Berlina.
Zawody w 1936 były jego jedynymi igrzyskami olimpijskimi. W turnieju wystąpił w czterech spotkaniach strzelając jednego gola.